# Sot de Ferrer
Pour les articles homonymes, voir Ferrer.
Sot de Ferrer (en valencien et en castillan) est une commune d'Espagne de la province de Castellón dans la Communauté valencienne. Elle est située dans la comarque de l'Alto Palancia et dans la zone à prédominance linguistique castillane.

## Géographie

Localisation de Sot de Ferrer
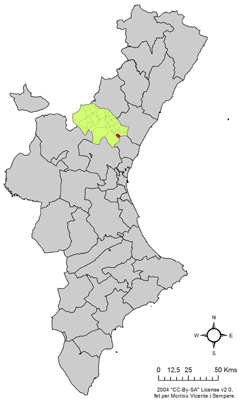
dans la Communauté valencienne.
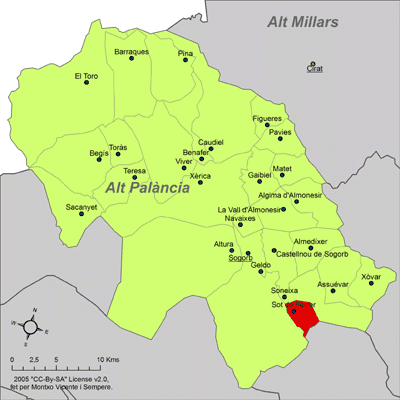
dans la comarque de l'Alto Palancia.

## Sites et monuments
- Chapelle San Antonio, XVIIe siècle

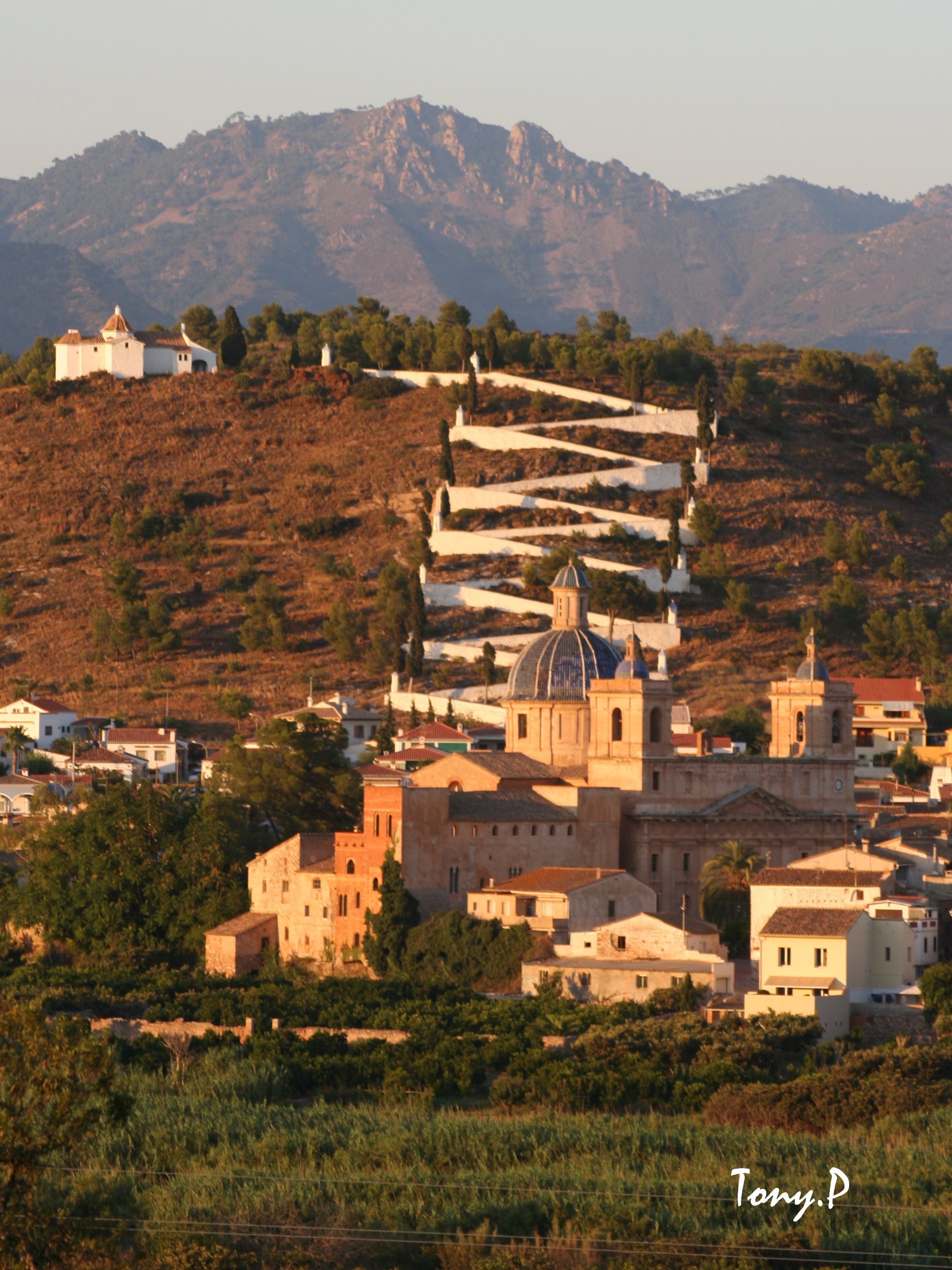
Vue de la chapelle et du calvaire.
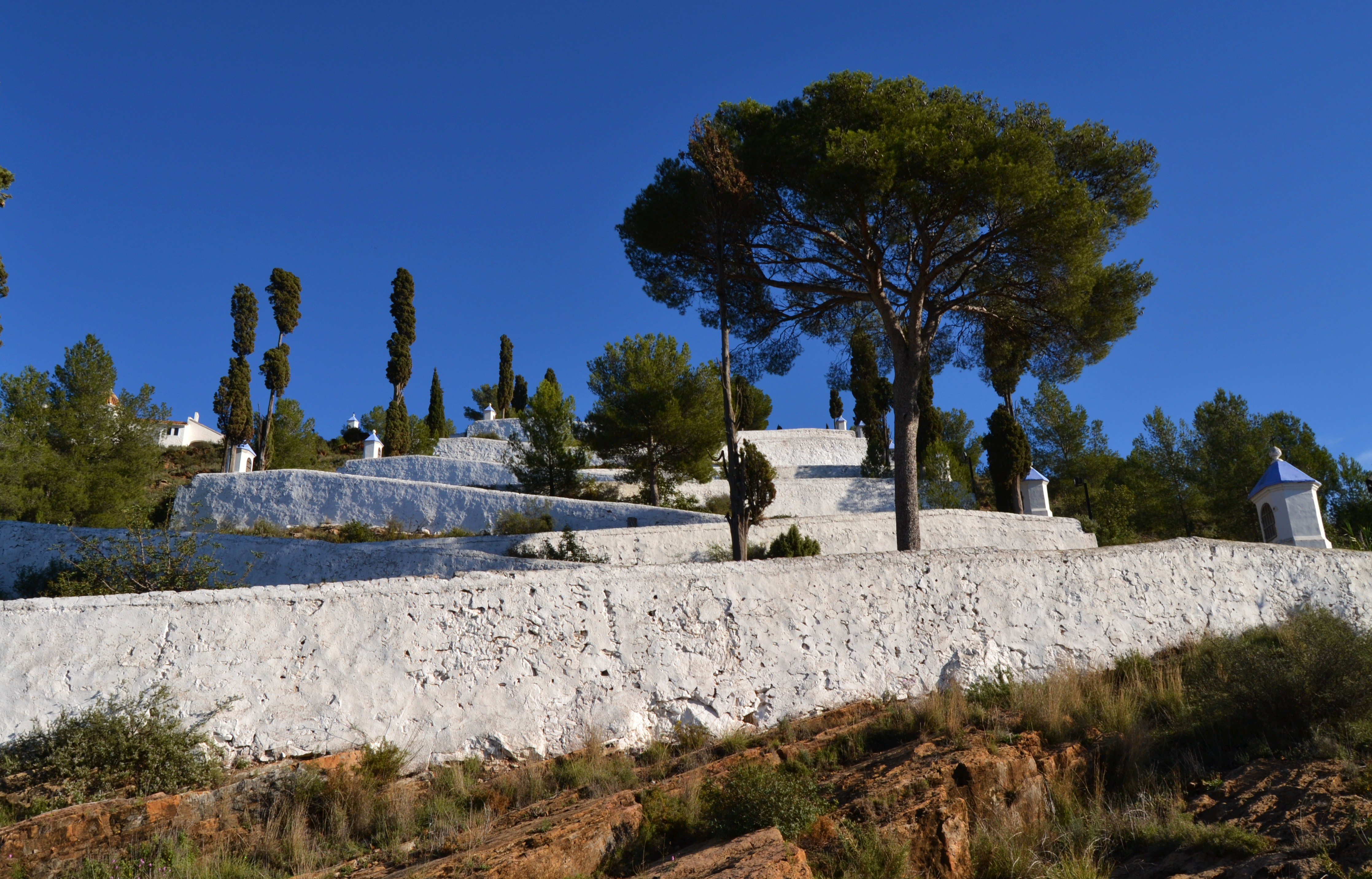
Vue détaillée du calvaire.
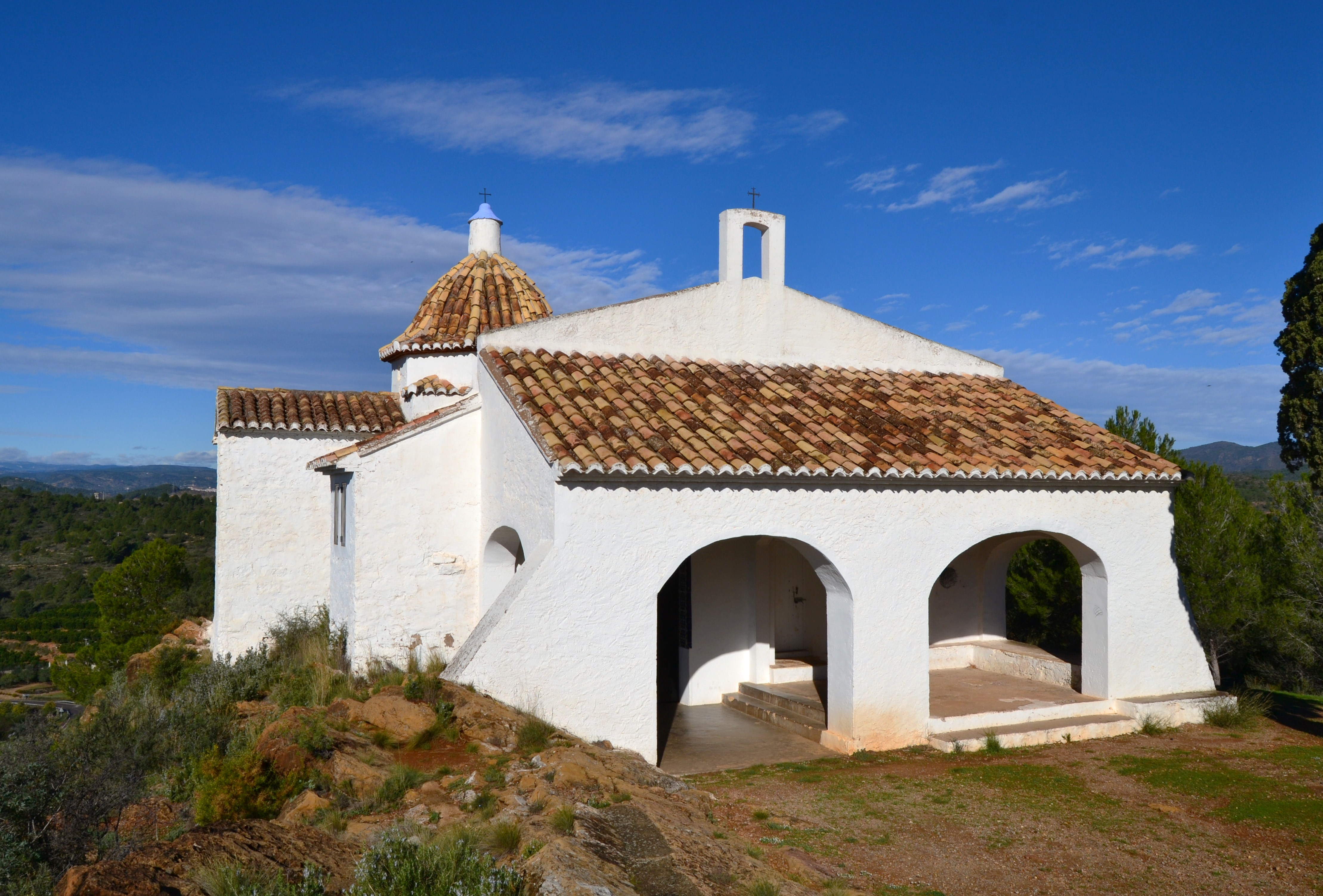
Chapelle de Saint-Antoine de Padoue